# 日龙
日龙（法語：Giron，法語發音：[ʒiʁɔ̃] ⓘ）是法国东部安省的一个市镇，属于楠蒂阿区。

## 地理
日龙（46°13'32"N, 5°46'27"E）面积9.39 平方千米，位于法国奥弗涅-罗讷-阿尔卑斯大区安省，该省份为法国东部省份，北起汝拉省，西北接索恩-卢瓦尔省，西接罗讷省和里昂大都会，南至伊泽尔省，东与萨瓦省、上萨瓦省和瑞士接壤。
与日龙接壤的市镇（或旧市镇、城区）包括：伯莱杜、尚弗罗米耶、埃沙隆、圣日耳曼德茹。

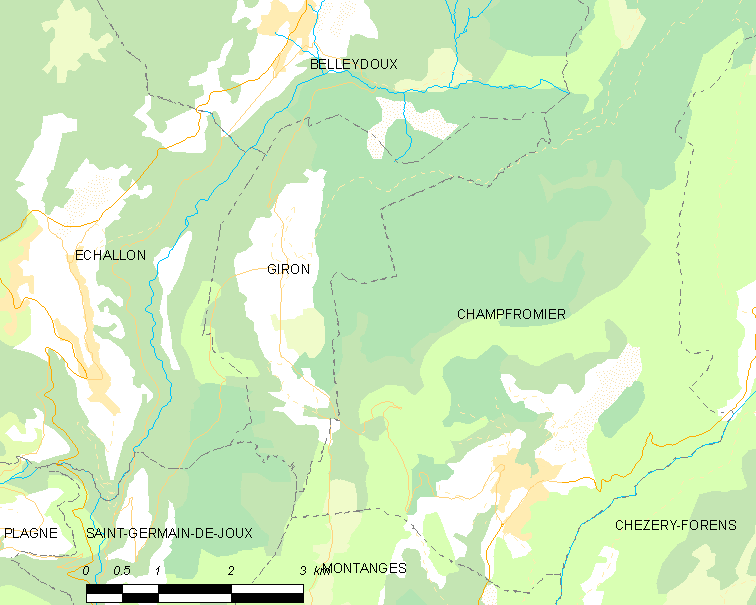
日龙的OSM定位图

日龙的时区为UTC+01:00、UTC+02:00（夏令时）。

## 行政
日龙的邮政编码为01130，INSEE市镇编码为01174。

## 政治
日龙所属的省级选区为瓦尔瑟罗讷县。

## 人口

1962-2008年间日龙人口变化图示

日龙于2022年1月1日时的人口数量为174人。